# Magni Nobis

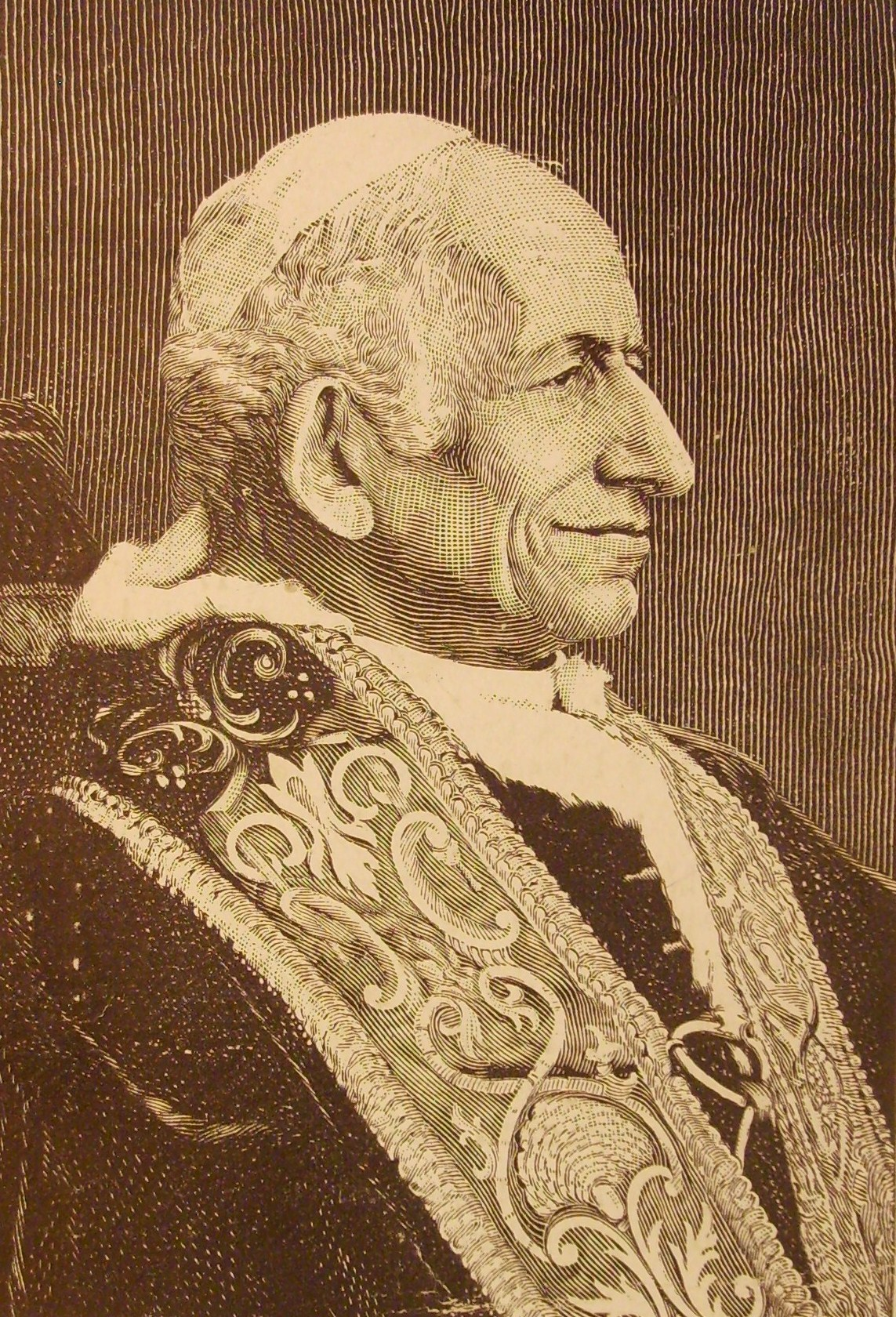
Paus Leo XIII

Magni Nobis (Gaudi) (Latijn voor Tot onze grote vreugde) is een encycliek van paus Leo XIII, gepromulgeerd op 7 maart 1889 strekkende tot de opening van de Katholieke Universiteit van Amerika. Met een eerder apostolisch schrijven, Quod im novissimo conventu, had dezelfde paus in 1887 al ingestemd met de oprichting van deze onderwijsinstelling.
In de encycliek bepaalt de paus dat de onderwijsinstelling zich vooral zal toeleggen op de filosofie en de theologie en dat de universiteit gerechtigd zal zijn alle academische graden te verlenen. Ook bepaalt hij dat de aartsbisschop van Baltimore zal worden aangewezen als kanselier van de universiteit. De paus drukte zijn hoop uit dat de nieuwe academie zal bijdragen aan de "verspreiding van gezonde doctrine en katholieke vroomheid" in de Verenigde Staten.
<<< · Inscrutabili Dei Consilio · Quod Apostolici Muneris · Aeterni Patris · Arcanum divinae sapientia · Grande Munus · Sancta Dei Civitas · Diuturnum · Licet Multa · Etsi Nos · Auspicato Concessum · Cum Multa · Supremi Apostolatus Officio · Nobilissima Gallorum Gens · Humanum Genus · Superiore Anno · Immortale Dei · Spectata Fides · Quod Auctoritate · Iampridem · Quod Multum · Pergrata · Vi E Ben Noto · Officio Sanctissimo · Quod Anniversarius · In Plurimis · Libertas praestantissimum donum · Saepe Nos · Quam Aerumnosa · Etsi Cunctas · Exeunte Iam Anno · Magni Nobis · Quamquam Pluries · Sapientiae Christianae · Dall'alto Dell'apostolico Seggio · Catholicae Ecclesiae · In Ipso · Rerum Novarum · Pastoralis · Pastoralis Officii · Octobri Mense · Au Milieu Des Sollicitudes · Quarto Abeunte Saeculo · Magnae Dei Matris · Custodi Di Quella Fede · Inimica vis · Ad Extremas · Constanti Hungarorum · Laetitiae Sanctae · Providentissimus Deus · Praeclara Gratulationis Publicae · Litteras A Vobis · Iucunda Semper Expectatione · Orientalium Dignitas · Christi Nomen · Longinqua · Permoti Nos · Adiutricem · Insignes · Satis Cognitum · Fidentem Piumque Animum · Divinum Illud Munus · Militantis Ecclesiae · Augustissimae Virginis Mariae · Affari Vos · Caritatis Studium · Spesse Volte · Quam Religiosa · Diuturni Temporis · Quum Diuturnum · Testem Benevolentiae Nostrae · Annum Sacrum · Depuis Le Jour · Paternae · Omnibus Compertum · Tametsi Futura Prospicientibus · Graves de Communi Re · Gravissimas · Reputantiubus · Urbanitatis Veteris · In Amplissimo · Quod Votis · Mirae Caritatis · Quae Ad Nos · Fin Dal Principio · Dum Multa · >>>